# Preexistența lui Hristos

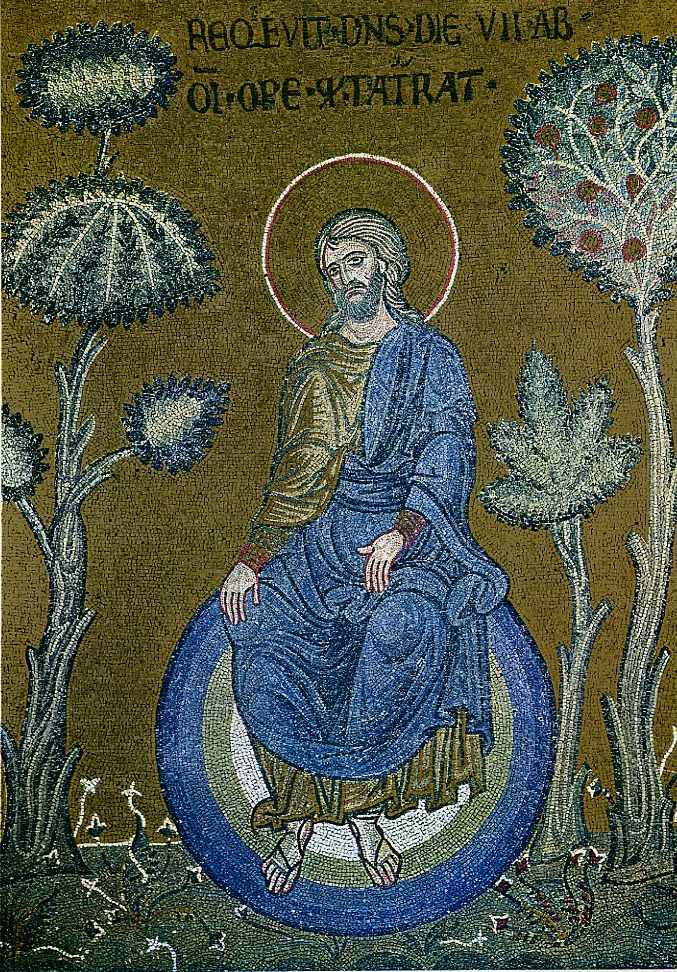
Dumnezeu odihnindu-se după Creație - Hristos reprezentat ca fiind creator al lumii, mozaic bizantin din Monreale, Sicilia. Reprezentări ale lui Dumnezeu Tatăl în artă au devenit predominante numai după secolul al XV-lea; înainte de această perioadă, Iisus era adesea prezentat ca un înlocuitor.

Preexistența lui Hristos este doctrina care susține că Iisus a existat în ceruri, înainte de concepția sa, aceasta fiind legată de Sfânta Treime. Unul dintre pasajele biblice relevante este Ioan 1:1-18, punctul de vedere trinitarian, unde Hristos este identificat ca o ipostază divină preexistentă numită Logosul sau Cuvântul. Există și alte puncte de vedere, ne-trinitariene, care pun la îndoială aspectul preexistenței lui Hristos sau ipostaza sa divină anterioară sau ambele. 
Această doctrină este reiterată în Ioan 17:5, atunci când Iisus se referă la gloria pe care a avut-o la Tatăl "înainte de a fi lumea" în timpul discursului de despărțire. Ioan 17:24, de asemenea, se referă la faptul că Tatăl l-a iubit pe Iisus "înainte de întemeierea lumii". 